# 国際写真情報
『国際写真情報』（こくさいしゃしんじょうほう）は、国際情報社が1922年（大正11年）8月号から1968年（昭和43年）6月号まで、戦中戦後の休刊(1945年3月号まで戦前は発行され、1951年5月号から復刊)を挟みながら刊行していた月刊グラフ誌である。
掲載されている分野は、国際、政治、皇室、産業、社会問題、教育、建築、芸術、医学、宗教、旅行、芸能、スポーツ、科学、ファッション、娯楽、暮らしなどと幅広く豊富な国内外の写真と文章で構成されていた。

## 復刻版
2021年9月より「国際写真情報」の復刻版が、グラフ誌の復刻版を扱う出版社かなえにより刊行されている。